# Dendrobium endertii
Dendrobium endertii är en orkidéart som beskrevs av Johannes Jacobus Smith. Dendrobium endertii ingår i släktet Dendrobium, och familjen orkidéer. Inga underarter finns listade i Catalogue of Life.